# Miguel Figueira
Miguel Figueira Damasceno (Santana, 22 aprile 2000) è un calciatore brasiliano, centrocampista dell'East Bengal.

## Caratteristiche tecniche
È un centrocampista offensivo.

## Carriera
Cresciuto nel settore giovanile del Goiás, ha esordito in prima squadra il 21 marzo 2019 disputando l'incontro del Campionato Goiano vinto 2-1 contro l'Iporá. Il  23 settembre seguente ha debuttato anche nel Brasileirão giocando il match vinto 3-0 contro il Fluminense.
Tra il 2022 ed il 2025 ha giocato nella prima divisione del Bangladesh con i Bashundhara Kings.

## Palmarès

### Club

#### Competizioni nazionali
- Campionato bengalese: 1

Bashundhara Kings: 2022
- Coppa del Bangladesh: 1

Bashundara Kings: 2023-2024